# Zorabana vipaku
Zorabana vipaku är en insektsart som beskrevs av Wilson 1997. Zorabana vipaku ingår i släktet Zorabana och familjen Derbidae. Inga underarter finns listade i Catalogue of Life.